# Брокеридж
Бро́керидж (англ. brokerage — маклерство, посередництво) — винагорода, яку отримує брокер за виконану роботу. Брокеридж являє собою або певну визначену суму або певний відсоток від вартості угоди (зазвичай 0,25 — 3 %).

## Значення
Брокераж — проведення комерційних біржових операцій з цінними паперами за дорученням продавця або покупця цінних паперів, здійснення угод по купівлі-продажу на біржі цінних паперів за дорученням їх власника чи майбутнього вкладника.
Брокеридж (також брокераж або куртаж) здійснюють як у внутрішньодержавних, так і у зовнішньоекономічних операціях. Розмір брокериджу затверджується за угодою сторін у агентському договорі.